# Adamów
Adamów [pronunciación en polaco: /aˈdamuf/] es un pueblo ubicado en el distrito administrativo de Gmina Cyców, dentro del condado de Łęczna, voivodato de Lublin, en el este de Polonia. Se encuentra a unos 6 kilómetros al suroeste de Cyców (la sede de gmina), a 16 kilómetros al este de Łęczna, y a 37 kilómetros al este de la capital regional Lublin.